# Dyki tanci

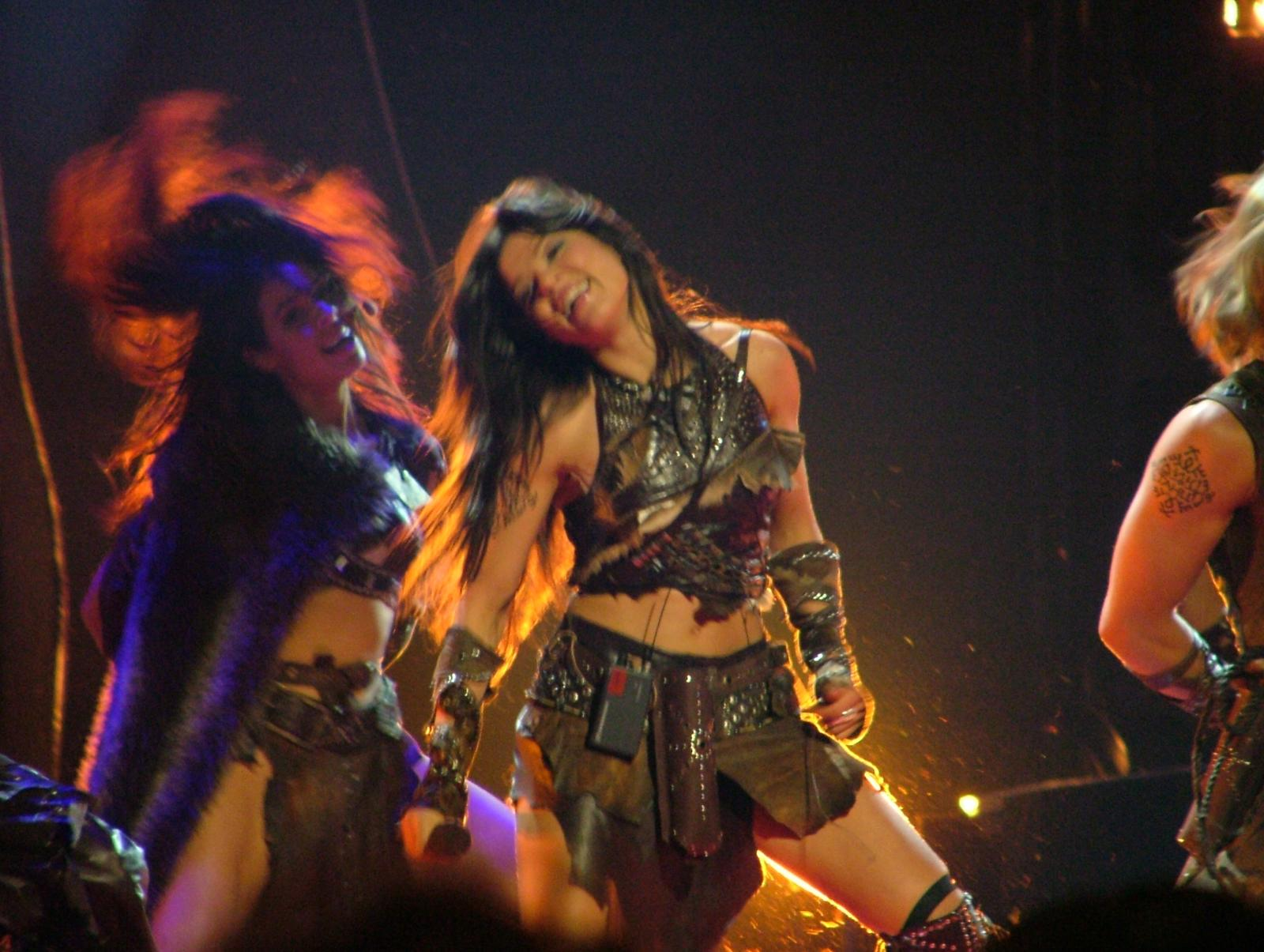
Ruslana zpívá „Wild Dances“ na Eurovision Song Contest 2004

Dyki tanci (ukrajinsky Дикі танці, anglicky Wild Dances) je album ukrajinské zpěvačky Ruslany vydané v roce 2003. Některé skladby tohoto alba jsou obsaženy také v albu Wild Dances, anglické verzi Dyki tanci. Toto album a jeho anglická verze bylo pětkrát oceněno platinovou deskou za více než 500 000 kopií prodaných na Ukrajině. 27. ledna 2004 vyšla rozšířená edice označená jako Jevrobonus (Eurobonus).

## Seznam skladeb
Různé zdroje poskytují často i značně odlišné informace o počtech písní a jejich uspořádání na albu. Pro jednotnost je zde proto uvedeno pořadí skladeb tak, jak jej lze nalézt na oficiálních stránkách Ruslany (s výjimkou skladby „Znaju ja (remix)“ ve verzi Jevrobonus, která je uvedena na hlavní straně, ale na samotném přebalu alba nikoliv).

### Základní verze
Vydána v roce 2003.
| Dyki tanci | Dyki tanci                           | Dyki tanci                                        | Dyki tanci                 | Dyki tanci |
| Pořadí     | Název                                | Autor                                             | Název v ukrajinštině       | Délka      |
| ---------- | ------------------------------------ | ------------------------------------------------- | -------------------------- | ---------- |
| 1.         | Oj, zahraj my, muzyčeňku (joy dance) | Ruslana, A. Ksenofontov                           | „Ой заграй ми, музиченьку“ | 3:53       |
| 2.         | Znaju ja (drive dance)               | Ruslana, A. Ksenofontov                           | „Знаю я“                   | 3:09       |
| 3.         | Pljes (flute dance)                  | Ruslana, A. Ksenofontov, Andrij Babkin            | „Плєс“                     | 3:30       |
| 4.         | Arkan (extreme dance)                | Ruslana, A. Ksenofontov                           | „Аркан“                    | 3:39       |
| 5.         | Skažy meni (love dance)              | Ruslana, A. Kuzmenko ("Skrjabin"), A. Ksenofontov | „Скажи мені“               | 4:12       |
| 6.         | Kolomyjka (crazy dance)              | Ruslana, A. Ksenofontov                           | „Коломийка“                | 4:06       |
| 7.         | Huculka (mystic dance)               | Ruslana, A. Ksenofontov                           | „Гуцулка“                  | 3:52       |
| 8.         | Pivnična (northern dance)            | Ruslana, J. Miščenko (Talita Kum), A. Ksenofontov | „Північна“                 | 3:51       |
| 9.         | Ce ljubov (chill out)                | Ruslana, A. Ksenofontov                           | „Це любов“                 | 4:03       |
| 10.        | Ja tebe ljublju (balade)             | Ruslana, A. Ksenofontov                           | „Я тебе люблю“             | 3:39       |

### Dyki tanci + Jevrobonus(Eurobonus)
Kromě původních skladeb ze základní verze obsahuje také remixy či jednu instrumentální verzi, vydáno 2004.
| Dyki tanci + Jevrobonus | Dyki tanci + Jevrobonus                               | Dyki tanci + Jevrobonus                           | Dyki tanci + Jevrobonus                                  | Dyki tanci + Jevrobonus |
| Pořadí                  | Název                                                 | Autor                                             | Název v ukrajinštině                                     | Délka                   |
| ----------------------- | ----------------------------------------------------- | ------------------------------------------------- | -------------------------------------------------------- | ----------------------- |
| 1.                      | Oj, zahraj my, muzyčeňku (joy dance)                  | Ruslana, A. Ksenofontov                           | „Ой заграй ми, музиченьку“                               | 3:53                    |
| 2.                      | Znaju ja (drive dance)                                | Ruslana, A. Ksenofontov                           | „Знаю я“                                                 | 3:09                    |
| 3.                      | Pljes (flute dance)                                   | Ruslana, A. Ksenofontov, Andrij Babkin            | „Плєс“                                                   | 3:30                    |
| 4.                      | Arkan (extreme dance)                                 | Ruslana, A. Ksenofontov                           | „Аркан“                                                  | 3:39                    |
| 5.                      | Skažy meni (love dance)                               | Ruslana, A. Kuzmenko ("Skrjabin"), A. Ksenofontov | „Скажи мені“                                             | 4:12                    |
| 6.                      | Kolomyjka (crazy dance)                               | Ruslana, A. Ksenofontov                           | „Коломийка“                                              | 4:06                    |
| 7.                      | Huculka (mystic dance)                                | Ruslana, A. Ksenofontov                           | „Гуцулка“                                                | 3:52                    |
| 8.                      | Pivnična (northern dance)                             | Ruslana, J. Miščenko (Talita Kum), A. Ksenofontov | „Північна“                                               | 3:51                    |
| 9.                      | Ce ljubov (chill out)                                 | Ruslana, A. Ksenofontov                           | „Це любов“                                               | 4:03                    |
| 10.                     | Ja tebe ljublju (balade)                              | Ruslana, A. Ksenofontov                           | „Я тебе люблю“                                           | 3:39                    |
| 11.                     | Oj, zahraj my, muzyčeňku deep mix (DJ Nekrasov remix) |                                                   | „Ой, заграй ми, музиченьку deep mix (CJ Nekrasov remix)“ | 3:57                    |
| 12.                     | Skažy meni house remix (DJ Nekrasov remix)            |                                                   | „Скажи мені house remix (CJ Nekrasov remix)“             | 3:42                    |
| 13.                     | Arkan wave mix (DJ Nekrasov remix)                    |                                                   | „Аркан wave mix (CJ Nekrasov remix)“                     | 3:19                    |
| 14.                     | Kolomyjka (DJ Nekrasov remix)                         |                                                   | „Коломийка (CJ Nekrasov remix)“                          | 2:50                    |
| 15.                     | Skažy meni hard&phatt edition (DJ Nekrasov remix)     |                                                   | „Скажи мені hard&phatt edition (CJ Nekrasov remix)“      | 4:33                    |
| 16.                     | Arkan Euro house remix (DJ Nekrasov remix)            |                                                   | „Аркан euro house remix (CJ Nekrasov remix)“             | 3:24                    |
| 17.                     | Oj, zahraj my, muzyčeňku (wild dance edition)         |                                                   | „Ой, заграй ми, музиченьку (wild dance edition)“         | 3:54                    |
| 18.                     | Wild Dances (instrumental)                            |                                                   | „Wild Dances (instrumental)“                             | 3:00                    |

### Tance s vlky(česká verze)
Tance s vlky je české dvojCD, které obsahuje na prvním disku písně základní verze alba Dyki tanci a k tomu ještě písně „Znaju ja (remix)“ a „Wild Dances (bonus track)“. Druhé CD pak obsahuje remixy z alba Club'in.

## Videoklipy

### „Oj, zahraj my, muzyčeňku“ („Play, Musician“)
Ve videoklipu k této písni Ruslana demonstruje horský temperament divoké hucuské dívky. Hlavní hrdinka se v klipu dozví o nevěře jejího přítele. Ten se pro ni tak stane nedůvěryhodný a nehoden sdílení jejích pocitů. V návalu vzteku ho udeří.

#### Fakta o klipu
- Natáčení záběrů závodění s koňmi zabralo 5 hodin
- Bylo pořízeno 1500 metrů natočeného materiálu
- Klip obsahuje záběry divokých tanců v moři, v bažině, písku a u ohně
- Režie: Jevhen Mytrofanov (režisér klipu Kolomyjka)
- Kamera: Serhij Bišuk (4 roky pracoval pro MTV)
- Produkce a choreografie: Iryna Mazur (taneční skupina Життя (Žytťa), česky Život)

### „Kolomyjka“
„Kolomyjka“ je první etnická píseň Ruslany. V jejím videoklipu přijíždí tým pracující na klipu „Kolomyjka“ do odlehlé vesnice v Karpatech a vyhlašuje konkurz na herce a muzikanty. Obyvatelé celé vesnice se shromáždí v místním klubu na konkurz. Srdce celého štábu si získá skromná „dcera hor“ a vše pokračuje její proměnou, konflikty a dobrým koncem.

#### Fakta o klipu
- Natáčelo se na film Kodak 35 mm, na vlastním natáčení se podílelo 14 týmů a další tři tvořily montážní skupiny
- Během natáčení hromadných scén byly použity autentické kostýmy
- Režie: Yevhen Mytrofanov
- Kamera: Slava Lazarev
- Podobně jako klip „Znaju ja“ se i video „Kolomyjka“ natáčelo v Karpatech a ve lvovském muzeu Ševčenkyvskij haj
- Během natáčení byly použity více než 3 km filmové pásky
- Většinu rolí hráli skuteční huculští vesničané, kteří stále ještě dodržují své prastaré tradice. Všechny tradiční huculské kostýmy použité ve videu byly nejméně 100 let staré
- Ruslana se v klipu objevuje jako prostá vesnická dívka